# 嘘つき解散
嘘つき解散（うそつきかいさん）は、1993年6月18日に行われた衆議院解散の通称である。別名として自爆解散、無責任解散、造反解散などがある。

## 経緯
1993年5月31日に放送された、宮澤喜一首相がジャーナリスト・田原総一朗からインタビューを受けた特別番組『総理と語る』（テレビ朝日）の中で、「（今国会中に衆議院の選挙制度改革を）やります。やるんです」と公約するも、自民党内の意見をまとめきれずに次の国会へ先送りしたことに野党が反発、通常国会閉幕直前に日本社会党・公明党・民社党が共同で内閣不信任決議案を提出した。衆議院の過半数を占める自民党の反対多数で否決されると思われたが、党内から造反者が続出して可決された。内閣不信任決議可決は1980年以来13年ぶり、日本国憲法施行後4回目であった。
この造反劇は、前年に党内最大派閥・経世会の会長・金丸信が東京佐川急便事件で逮捕されたことに端を発している。金丸が去った後、派内人事や金丸の処遇を巡って、小渕恵三・橋本龍太郎・梶山静六らと、小沢一郎・羽田孜・奥田敬和・渡部恒三らとの対立が表面化し、竹下派七奉行による激烈な主導権争いを繰り広げた。最終的には派閥オーナーである竹下登の工作もあって、小渕が経世会会長に就任した。小沢らは小渕派経世会を脱会し、羽田を先頭に改革フォーラム21（羽田派）を結成した。これによって党内最大派閥は完全分裂し、小渕派は党内第4派閥、羽田派は第5派閥に転落した。
そして、その後の党役員の人事にあたって、宮澤が小渕派を優遇し羽田派を冷遇したことで、羽田派は宮澤内閣に対して態度を硬化させる。羽田派は非主流派として、宮澤内閣に「政治改革関連法案を絶対に通すべきだ」と強く迫り続けたが、結局同法案は党内からの反対もあり廃案となり、これが羽田派の内閣不信任案へ賛成票を投じる結果に至った。羽田派に属していた船田元経済企画庁長官・中島衛科学技術庁長官の2閣僚も、それぞれ大臣の職の辞表を提出して受理された上で不信任案に賛成票を投じた。自民党内閣への内閣不信任案採決の際に自民党議員が欠席・棄権した例は他にもあるが、不信任票を投じたのはこの時のみである。
宮沢内閣はこれを受けて衆議院を解散した。解散の際、櫻内義雄衆議院議長が「憲法第7条により衆議院を解散する」と解散詔書を朗読した時、野党から「第69条ではないのか」と野次が飛んだ。朗読のあと、真っ先に「7条じゃないぞ！」と叫んだのは上田哲である（自著で紹介されている）。騒然とする議場は、通例として行われる万歳三唱のタイミングを逸し、まとまった万歳がないまま前議員たちが退場する異例の幕切れとなった。
解散後、武村正義・田中秀征ら若手議員10人（うち武村、田中を含む8人は不信任案に反対票を投じていた）が、自民党を離党して新党さきがけを結成した。羽田・小沢らは当初自民党を離党する気はなく、党内で改革運動を行うつもりであり、一連の不信任騒動を巡って逆に執行部を懲罰にかけるといった作戦を練っていたが、不信任に反対した武村らまでが離党したことにより方針を転換し、自民党を離党して新生党を結成した。自民党は過半数を大きく割り込んだ状況の中で第40回衆議院議員総選挙を迎えた。
政治改革法案を巡って意見が対立した自民党総務会では、若手議員が議事妨害を企みピケを張る中、「人柱」役を買って出て総務会メンバーを中に入れようとした浜田幸一が実力を行使してピケ破りを図り、躓いて「この人殺しが」と叫ぶシーンがよくテレビで放映された。
「嘘つき解散」という名称がどのような経緯で誕生したのかは不明であるが、解散当日に放送されたテレビ朝日の『ニュースステーション』ではキャスターの久米宏が使用している。また、同日に公明党の神崎武法国対委員長が「首相がこの国会で必ず『改革を実現する』と言ってきたのに、やらなかったのだから、嘘つき解散だ」と批判している。
なお、2024年現在、最後の内閣不信任決議案可決に伴う衆議院解散である。

## 年表
以下、日付はいずれも1993年。
- 6月14日 - 宮澤が自民党執行部の意向をうけて、開会中の第126通常国会での政治改革関連法案の成立を断念。
- 6月17日 - 社会党、公明党、民社党が内閣不信任決議案を提出。自民党羽田派が不信任決議案に賛成の意向を表明。
- 6月18日
  - 昼頃から宮澤と羽田や櫻内との会談がもたれ、不信任を回避しようと協議されたものの不調。
  - 18:30 衆議院本会議が開会し、内閣不信任決議案が賛成255、反対220で可決。本会議は休憩に。
  - 20:30 臨時閣議を開き、衆議院の解散を決定。船田経済企画庁長官、中島科学技術庁長官が辞任したため、宮澤がこれらを兼任。
  - 22:00 衆議院本会議が再開。
  - 22:04 解散詔書が朗読され、日本国憲法第7条により衆議院が解散。
  - 不信任決議案が可決された直後、武村、鳩山由紀夫、田中秀征ら10人は梶山静六幹事長に離党届を提出[6]。
- 6月21日 - 離党した10人により新党さきがけが結成される。
- 6月25日 - 羽田らが新生党を結成。
- 7月18日 - 衆議院議員総選挙。自民党は過半数を回復できず。新生党、新党さきがけ及び前年に細川護煕が結成した日本新党の保守3新党が躍進した。社会党は歴史的大敗。
- 7月29日 - 新生党の小沢代表幹事が提唱した非自民・非共産連立政権が合意し首相統一指名候補を細川とすることで一致。
- 7月30日 - 宮澤総裁の辞意表明で行われた自民党総裁選で河野洋平が渡邉美智雄を破り当選。
- 8月5日 - 第127特別国会が召集。衆議院議長に土井たか子を選出。細川が首相に指名される。
- 8月9日 - 細川内閣が成立。 55年体制が崩壊し38年ぶりの政権交代が実現。

## 自民党議員の動向
※カッコ内に不信任案への賛否を示す。

### 離党、新生党に参加
- 羽田派
  - （賛成）羽田孜、小沢一郎、奥田敬和、左藤恵、佐藤守良、渡部恒三、石井一、中島衛、愛野興一郎、愛知和男、船田元、熊谷弘、中西啓介、二階俊博、北村直人、畑英次郎、魚住汎英、仲村正治、金子徳之介、前田武志、粟屋敏信、古賀正浩、村井仁、井上喜一、岡島正之、井奥貞雄、高橋一郎、藤井裕久、星野行男、松田岩夫、杉山憲夫、岡田克也、増田敏男、松浦昭（解散後、出馬せず引退）。計34人。
  - （欠席）木村守男
- 無派閥
  - （欠席)小沢辰男

### 離党、新党さきがけに参加
- 河本派
  - （賛成）簗瀬進
  - （反対）井出正一
- 三塚派
  - （反対）武村正義、園田博之、佐藤謙一郎、渡海紀三朗
- 小渕派
  - （反対）鳩山由紀夫、三原朝彦
- 宮澤派
  - （反対）田中秀征
  - （欠席）岩屋毅

### その他の離党者
- 渡辺派
  - （賛成）山口敏夫、笹川尭、石破茂
  - （欠席）小坂憲次
- 加藤グループ
  - （欠席）加藤六月、吹田愰、古賀一成
  - （反対）田名部匡省、山岡賢次
- 河本派
  - （欠席）前田正、今津寛
- 小渕派
  - （欠席）鳩山邦夫
- 無派閥
  - （反対）西岡武夫

### 不信任案に賛成・欠席したが自民党に残留した議員
- 渡辺派
  - （賛成）大石千八
  - （欠席）山口俊一、光武顕（解散後、落選し国政引退）
- 河本派
  - （欠席）渡瀬憲明、赤城徳彦、山本有二